# Wirdum (Groningen)
Wirdum (Gronings: Wirrem) is een dorp in de gemeente Eemsdelta, in de provincie Groningen (Nederland). Het dorp telde 365 inwoners op 1 januari 2023.

## Beschrijving
Het dorp Wirdum bestaat uit twee wierden, van elkaar gescheiden door het Wirdumermaar. De kerk van Wirdum, een zaalkerk uit het begin van de 13e eeuw, staat op de grootste wierde en daaromheen ligt de oude dorpskern.
In 1894 werd in Wirdum een 10,6 cm hoog beeld gevonden van Minerva, de godin van de wijsheid. Op het hoofd draagt zij een helm en in de rechterhand houdt zij een platte schaal. Er zijn ook scherven van 'terra sigillata' (Romeins aardewerk) gevonden. Twee Romeinse bronzen Mercuriusbeeldjes wijzen eveneens op Romeinse contacten. Vermoedelijk identificeerden de bewoners van Wirdum ze met hun eigen goden Wodan en Donar.
Ten zuidoosten van Wirdum, bij Eekwerderdraai, ligt de borg Rusthoven. Ten noorden van Wirdum loopt de spoorlijn Groningen - Delfzijl. Met Eenum deelde Wirdum van 1884 tot 1938 een spoorweghalte, de stopplaats Eenum.
Aan de noordzijde van het dorp staat de boerderij Op Ter Borg, die mogelijk een voorwerk van het Klooster Bloemhof in Wittewierum is geweest. De boerderij wordt voor het eerst genoemd in het Wierumer Zijlboek in 1470. Een gevelsteen spreekt over het 'maecken' (herbouwen of restaureren) van de boerderij in 1701. In 1860 werd de boerderij herbouwd en na een brand in 1932 moest de boerderij opnieuw grotendeels herbouwd worden. In de jaren 1990 werd de boerderij gerestaureerd in oude stijl.
De Fromaborg is een vrijstaande boerderij op een wierde, die als kern een 16e-eeuws steenhuis heeft, mogelijk gebouwd in 1548. Het huis werd in de 16e eeuw bewoond door leden van de familie Froma en was verbonden met heerlijke rechten. Het 'huis te Wirdum' wordt omstreeks 1720 afgebeeld door Jacobus Stellingwerf, die het echter groter tekende dan het vermoedelijk was. Het huis kwam rond 1785 in het bezit van de ondernemer en jurist Rudolph Pabus Cleveringa uit Appingedam, die zich op grond daarvan heer van Wirdum mocht noemen en daar de rechtspraak uitoefende.
Wirdummerpolder (toen gespeld met dubbel m) is de naam van het voormalige waterschap waartoe Wirdum behoorde. De poldermolen van het schap stond aan de Wirdumermeedenweg, ongeveer 300 meter zuidelijk van het Damsterdiep. Het gebied wordt beheerd door het waterschap Noorderzijlvest.

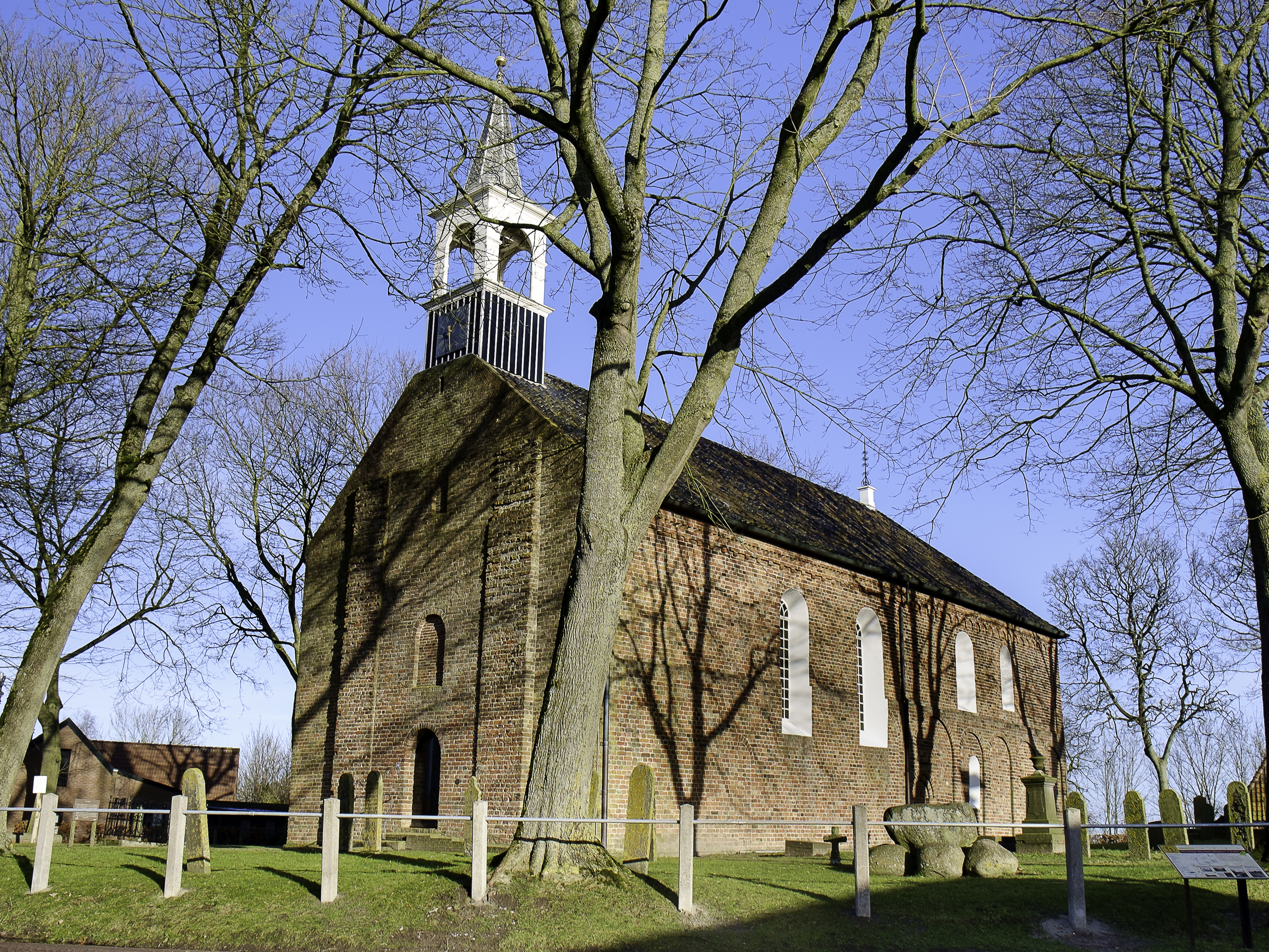
De kerk van Wirdum
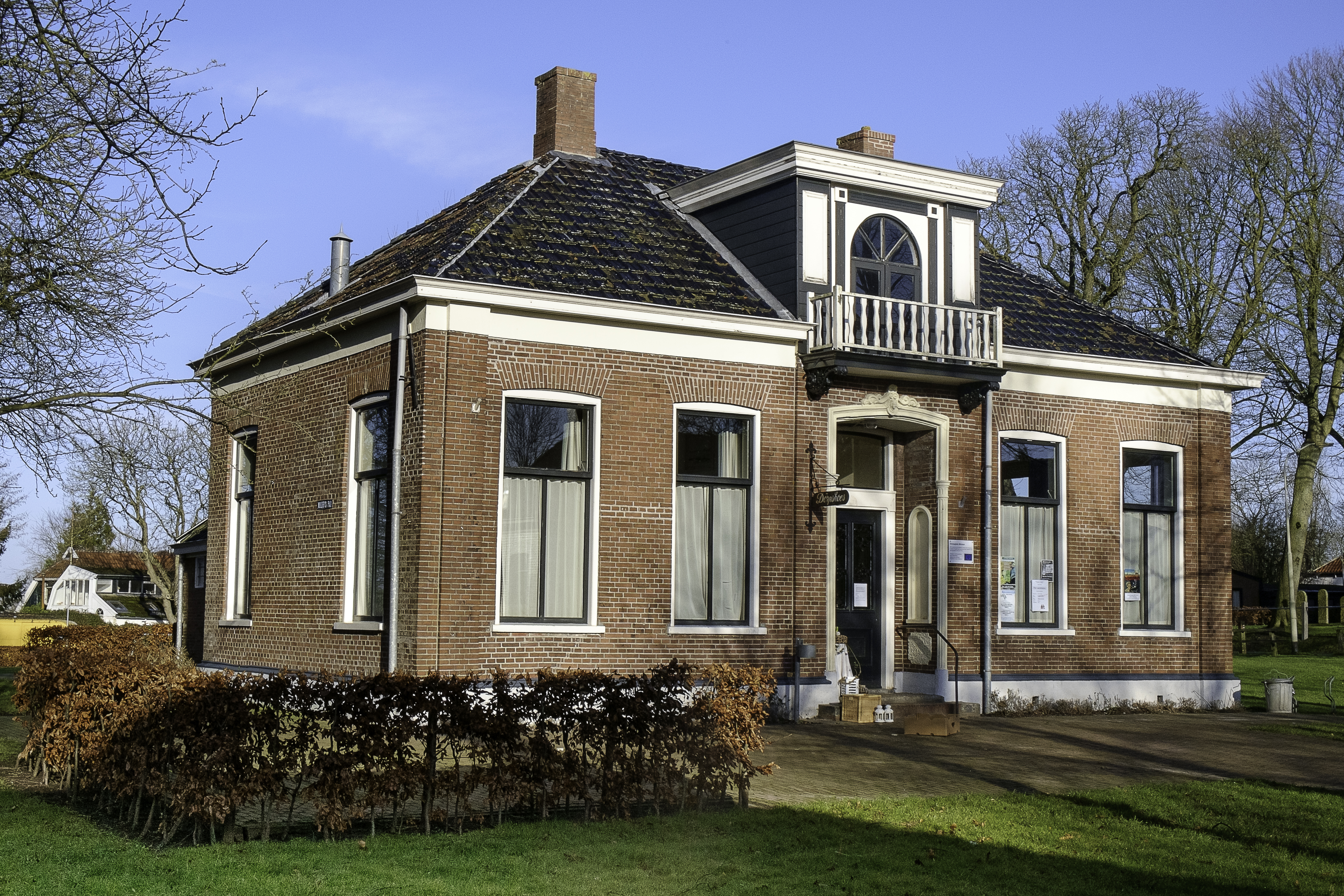
Dorpshuis (voormalig pastorie)
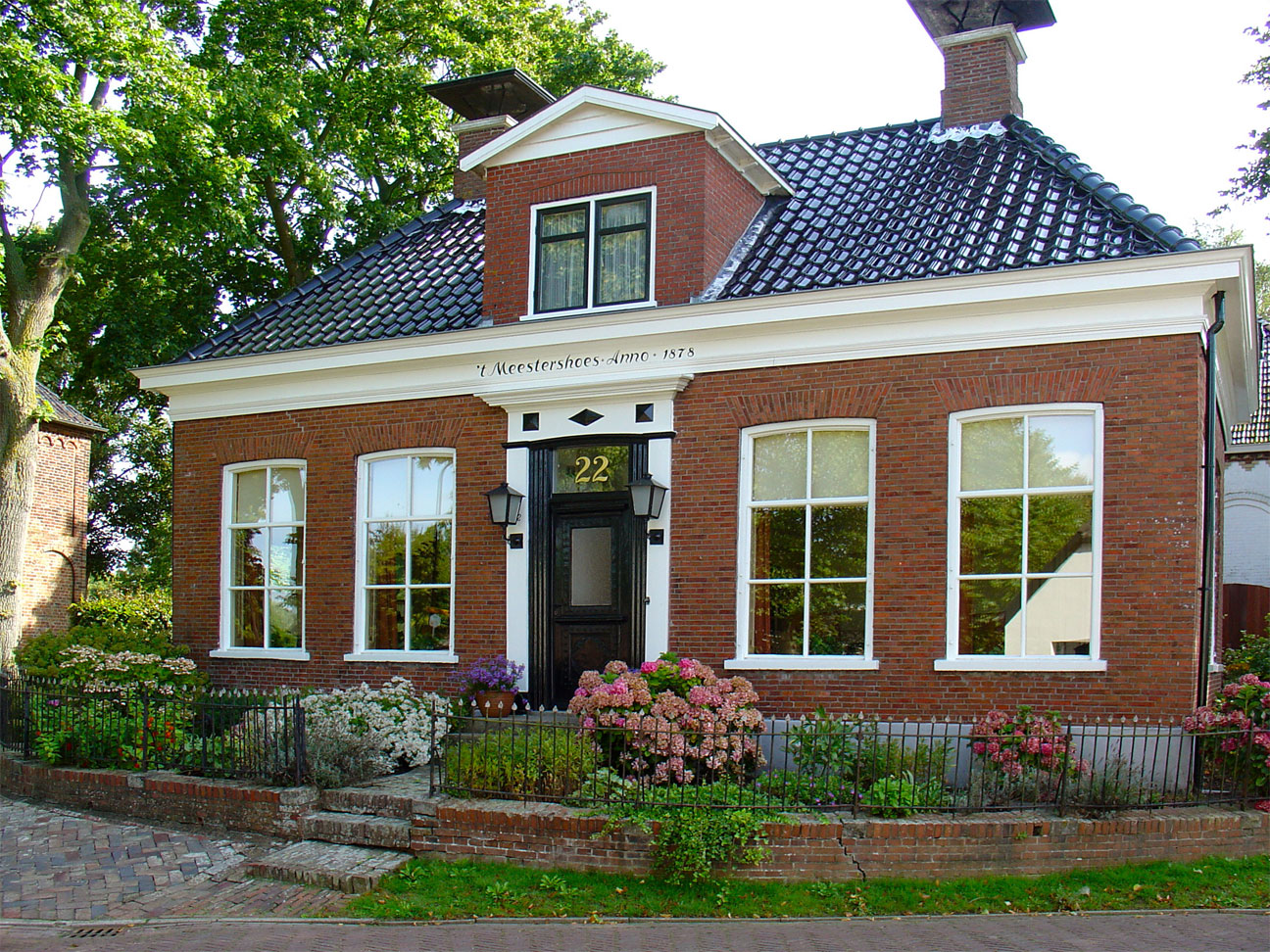
't Meestershoes anno 1878
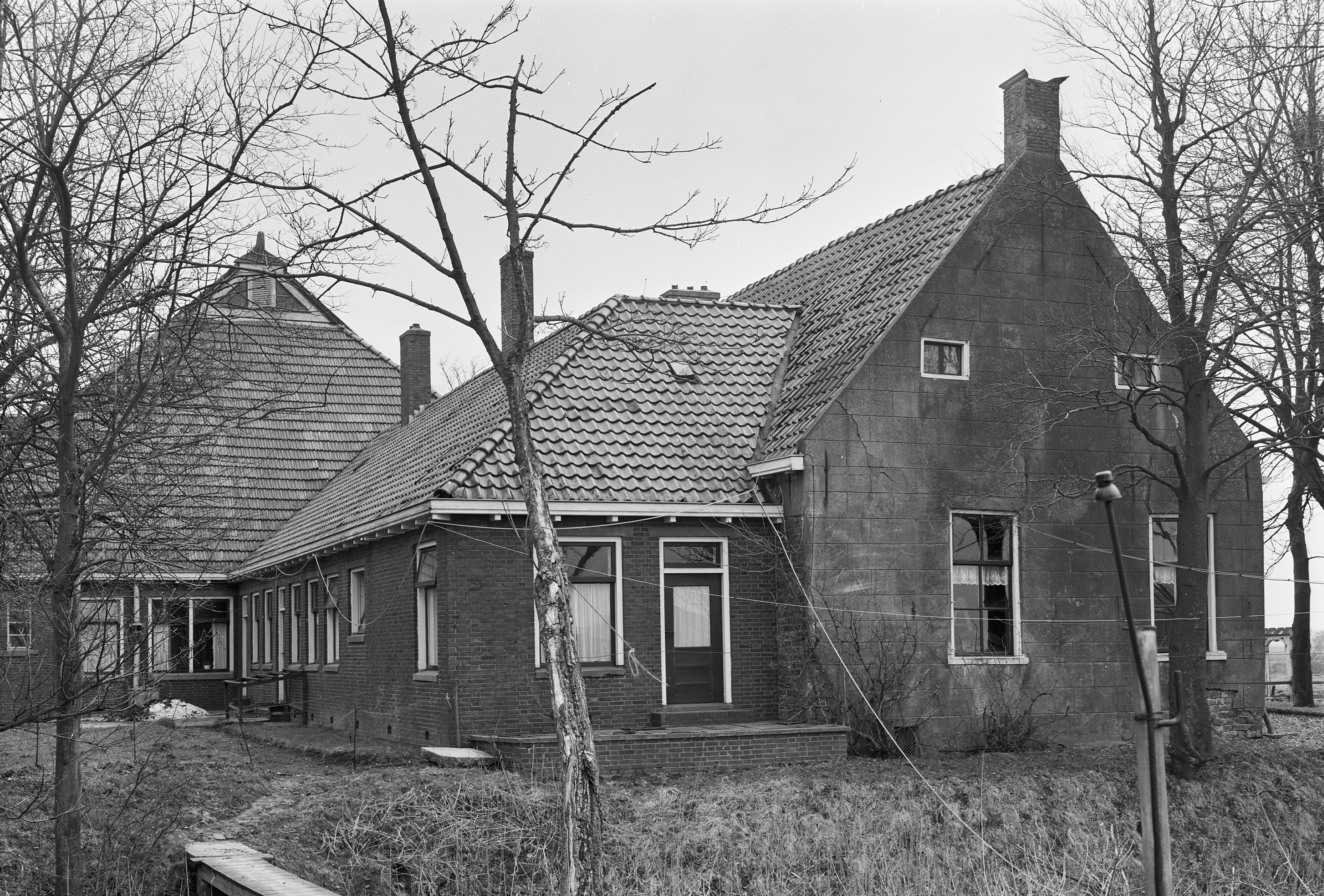
Op Ter Borg
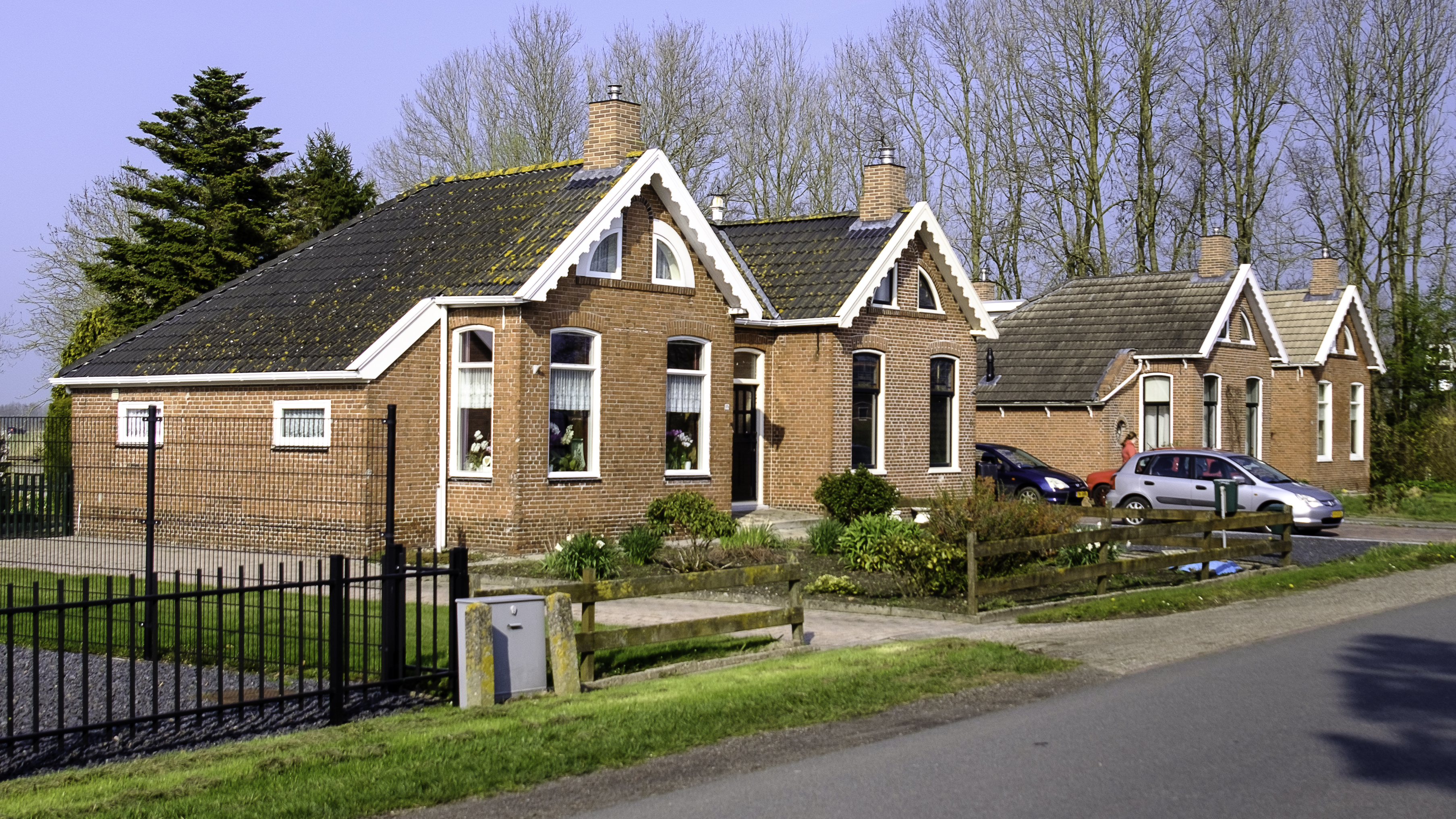
Krimpjes langs de Stadsweg in Wirdumerdraai

## In fictie
In zijn roman De nieuwe man (2003) laat de schrijver Thomas Rosenboom de belevenissen van zijn fictieve personage, de scheepsbouwer Berend Bepol, zich afspelen in Wirdum. Voor dit personage zou de Wirdumer scheepsbouwer Arend Apol (1866-1950) model hebben gestaan.

## Geboren
- Leo Abels (ca. 1563), predikant